# Kriwcowa
Kriwcowa (ros. Кривцова) – wieś (dieriewnia) w Rosji, w obwodzie briańskim, w rejonie siewskim. W 2010 liczyła 169 mieszkańców.